# Mate Gulin
Mate Gulin (Šibenik, 8. studenoga 1942.) je hrvatski filmski, televizijski i kazališni glumac.

## Filmografija

### Televizijske uloge
- "General" kao Stipe Nogalo (2019.)
- "Na granici" kao don Šime (2019.)
- "Rat prije rata" kao Drago Stipac (2018.)
- "Patrola na cesti" kao Jakov (2015.)
- "Kud puklo da puklo" kao Đuro Došen (2014.)
- "Stella" kao don Vito (2013.)
- "Larin izbor" kao barba Paško (2011. – 2013.)
- "Loza" kao Don Petar (2011. – 2012.)
- "Stipe u gostima" kao Vice (2010.)
- "Novo doba" kao svećenik (2002.)
- "Smogovci" (1989.)
- "Zagrljaj" (1988.)

### Filmske uloge
- "Tragovi" kao otac (2022.)
- "Zora" kao Ive (2020.)
- "Tereza37" kao stari Frane (2020.)
- "General" kao Stipe Nogalo (2019.)
- "Sitnica" (kratki film) kao Branko Kovač (2018.)
- "Koja je ovo država" kao Marin (2018.)
- "Osmi povjerenik" kao Bartul (2018.)
- "Anka" kao gostioničar (2017.)
- "Ne gledaj mi u pijat" kao Vinko (2016.)
- "Šibenik - 950 godina" kao narator dokufilma (2016.)
- "S one strane" kao Vuletićev otac (2016.)
- "Ne gledaj mi u pijat" (2015.)
- "Zagrebačke priče vol. 3" kao susjed Božo (segment "Munja") (2015.)
- "Sretni završeci" kao Zlatko (2014.)
- "Pura" (2014.)
- "Savršen dan" (2014.)
- "Majstori" kao gazda birtije (2013.)
- "Pismo ćaći" kao otac Jovo (2012.)
- "Vjerujem u anđele" kao svjetioničar Bepo (2009.)
- "Što je muškarac bez brkova?" kao Brico (2005.)
- "Konjanik" kao Turčin (2003.)
- "Karneval, anđeo i prah" (1990.)
- "Braća po materi" kao poštar (1988.)
- "Ljubi, ljubi, al' glavu ne gubi" kao policajac (1981.)
- "Lude godine 2" kao policajac (1980.)

### Ostalo
- "Međunarodni dječji festival u Šibeniku": "Buratino" kao Buratinov otac Karlo (2017.)

## Vanjske poveznice
- Mate Gulin u internetskoj bazi filmova IMDb-u (engl.)